# .wales
.wales je jedna ze dvou domén nejvyššího řádu pro Wales (druhá je .cymru) navržená britskou společností Nominet UK v roce 2012. Obě domény ICANN přijal v červnu 2014.